# Jagdschloss Friedrichsruhe

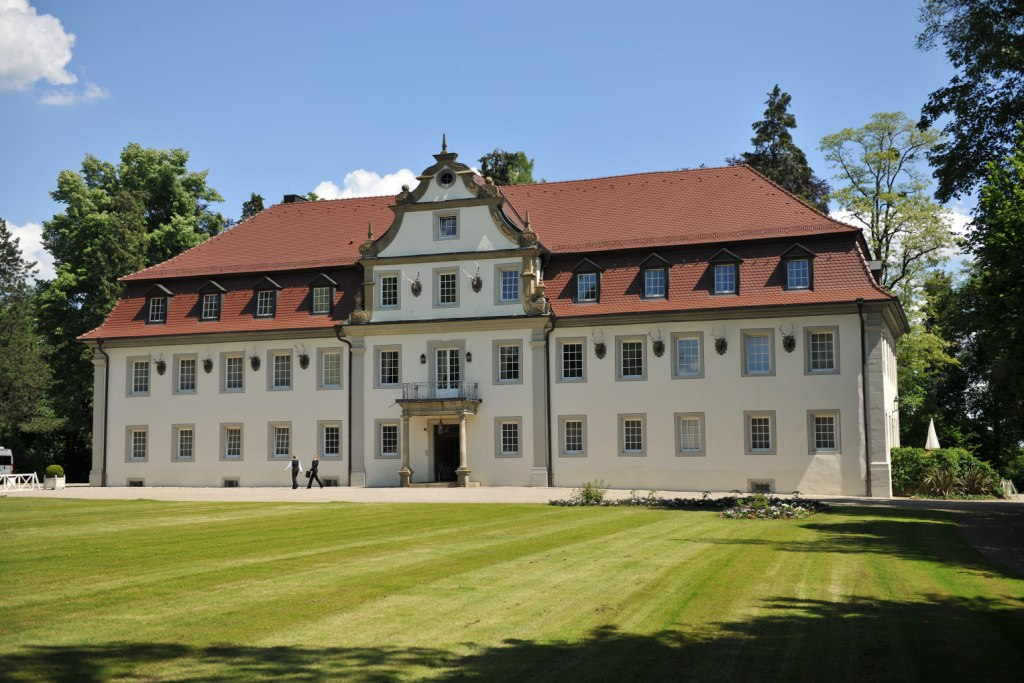
Jagdschloss Friedrichsruhe

Das Jagdschloss Friedrichsruhe wurde 1712 bis 1717 im hohenlohischen Ort Friedrichsruhe errichtet, der heute zur Gemeinde Zweiflingen im Hohenlohekreis im Norden Baden-Württembergs gehört. Das Jagdschloss blieb bis heute erhalten und beherbergt das Wald- & Schlosshotel Friedrichsruhe.

## Geschichte des Jagdschlosses
Friedrichsruhe, dessen ursprünglicher Name Tiergarten war, ist eine Gründung der frühen Neuzeit. Graf Kraft von Hohenlohe-Neuenstein ließ hier 1612 ein umzäuntes Jagdgehege mit einem Jagd- bzw. Lusthaus anlegen. Im Dreißigjährigen Krieg wurde die Anlage zerstört. Danach wurde sie langsam wieder aufgebaut und diente der gräflichen Pferdezucht. 
Als Ersatz für das 1708 als baufällig beschriebene Lusthaus entstand 1712 das Schloss.

## Bau und Nutzung
1712 begann der Bau des Jagdschlosses unter Graf Johann Friedrich II., späterer Fürst zu Hohenlohe-Neuenstein. Im Umkreis des Schlosses ließ er weitere Gebäude errichten. Diese entstanden symmetrisch zum Schloss angeordnet, unter anderem ein Jägerhaus sowie einige weitere Wirtschaftsgebäude, die nur noch teilweise erhalten sind. Renoviert und umgestaltet wurde die ehemalige Gastwirtschaft Grüner Baum, sie beherbergt heute das Restaurant Jägerstube des Hotels.
1717 wurde das Jagdschloss fertiggestellt, es diente als Gästehaus der fürstlichen Familie. Die umliegenden Wälder boten genügend Möglichkeiten für Jagd, Ausritte und Ausflüge in die Natur. Aus dem ehemaligen Gutshof, der zwecks der Finanzierung des Schlossbaus aufgelöst wurde, entstanden zehn Bauernhöfe, deren Häuser entlang der Mittelachse auf das Schloss zugeordnet waren. 1764 wurde Tiergarten in Friedrichsruhe umbenannt, damals zählte die Siedlung 21 Wohn- und dreizehn Nebengebäude.
1783 wurde die Anlage rund um das Jagdschloss um einen Lustgarten ergänzt. Hierfür wurde ein Waldstück gerodet und parkähnlich angelegt. Um 1799 lebten in Friedrichsruhe rund 72 Menschen. Für den Broterwerb der Einwohnerschaft erlangte damals der Obstbau große Bedeutung. Bis 1812 war Friedrichsruhe eigenständige Gemeinde des Patrimonialamtes Michelbach, anschließend gehört Friedrichsruhe zur Gemeinde Zweiflingen.
Während das Jagdschloss als Gästehaus genutzt wurde, residierten die Fürsten zu Hohenlohe im nahe gelegenen Schloss Neuenstein. Später wurde das Jagdschloss auch als Wohnsitz der fürstlichen Familie genutzt.
1848 verlegte das Fürstenhaus Hohenlohe-Oehringen seinen Wohnsitz nach Slawentzitz in Schlesien, wo es ein umfangreiches Bergbau- und Industrieimperium aufbaute, und besuchte seine Schlösser in Neuenstein, Öhringen, Kirchberg, Ingelfingen und Friedrichsruhe nur noch gelegentlich.

## Friedrichsruhe im Zweiten Weltkrieg
Nach der Machtübernahme durch die Nationalsozialisten 1933 wurde das Schloss an die Deutsche Arbeitsfront verkauft und sollte zum Erholungsheim umfunktioniert werden, allerdings vereitelte der Zweite Weltkrieg diesen Plan. Während des Krieges wurde das Gebäude als Lagerhaus und Waffenlager genutzt und blieb unbeschädigt.

## Seit 1950
Nach knapp 100 Jahren kehrte die fürstliche Familie um 1950 nach Neuenstein zurück und beschloss, das Jagdschloss Friedrichsruhe und die umliegenden Wirtschaftsgebäude als Hotel zu nutzen. 1953 entstand ein kleines Schlosshotel, das 1963 um einen Anbau erweitert wurde.
Seit 1974 wird das Gourmetrestaurant mit einem Michelinstern ausgezeichnet, sogar mit zwei Sternen von 1979 bis 1983 unter Lothar Eiermann und seit 2018 unter Boris Rommel.
2005 kaufte die  Würth-Gruppe das Areal. Heute ist das Wald- & Schlosshotel ein Luxushotel der 5-Sterne-Kategorie mit 66 Zimmern und Suiten. Ende 2008 wurde in unmittelbarer Nähe ein Spa eröffnet, das zum Schlosshotel gehört.

## Weiterführende Literatur
- Landesarchiv Baden-Württemberg (Hrsg.): Der Hohenlohekreis. Band 2. B: Die Gemeinden. Historische Grundlagen und Gegenwart (Fortsetzung). Künzelsau bis Zweiflingen (= Baden-Württemberg – Das Land in seinen Kreisen.). Thorbecke, Ostfildern, 2007, ISBN 3-7995-1367-1.
- Wilhelm Mattes: Öhringer Heimatbuch. Hohenlohe’sche Buchhandlung Rau, Öhringen 1929.
- Chroniken des Wald & Schlosshotels Friedrichsruhe